# Holopsis oblongus
Holopsis oblongus is een keversoort uit de familie molmkogeltjes (Corylophidae). De wetenschappelijke naam van de soort werd in 1964 gepubliceerd door Sebastian Endrödy-Younga.